# 丘懋素
丘懋素（？年—1642年），貴州新添衛（今貴州省貴定縣）人。明朝政治人物。

## 生平
崇禎三年（1630年）舉庚午科貴州鄉試。累官河南南陽府知府。崇禎十五年（1642年），李自成攻陷城池，丘懋素罵敵不屈，全家被害。